# The Punishment
The Punishment er en amerikansk stumfilm fra 1912 af D. W. Griffith.

## Medvirkende
- Blanche Sweet
- J. Jiquel Lanoe
- Kate Bruce
- William J. Butler
- Christy Cabanne